# Crusader Kings III
Crusader Kings III (tạm dịch "Vua Thập Tự Chinh III") là trò chơi máy tính thuộc thể loại đại chiến lược lấy bối cảnh châu Âu thời Trung Cổ. Trò chơi này do Paradox Development Studio thiết kế, phát triển và được  Paradox Interactive phát hành trên nền tảng máy tính cá nhân vào ngày 1 tháng 9 năm 2020 và trên các nền tảng Xbox Series X/S và PlayStation 5 vào ngày 29 tháng 3 năm 2022.

## Lối chơi
Giống như các phiên bản ra mắt trước - Crusader Kings và Crusader Kings II, Crusader Kings III là một trò chơi mô phỏng triều đại thuộc thể loại đại chiến lược. Người chơi chọn một nhân vật đại diện cho một vương triều tại một trong hai mốc thời gian:
- Năm 867: Các sự kiện bao gồm "Wrath of the Northman", "The Great Adventure", "The Carolingians".[3]
- Năm 1066: Các sự kiện bao gồm "The Fate of England", "Rags to Riches", "Iberia in Pieces".[3]

Mỗi nhân vật sẽ được thể hiện dưới dạng toàn thân, được kết xuất đồ họa ba chiều thay vì thể hiện dưới dạng chân dung hai chiều. Tương tự với trò chơi Crusader Kings II, nhân vật được chọn sẽ có những phẩm chất (traits) chi phối hành vi và các chỉ số của bản thân. Khi người chơi thực hiện những quyết định đi ngược lại với những phẩm chất của nhân vật thì nhân vật sẽ rơi vào tình trạng căng thẳng (stress). Thông qua cơ chế di truyền và giáo dục, nhân vật có thể truyền lại một số phẩm chất của mình cho những nhân vật hậu duệ. Nhân vật có thể đe dọa và khiến các nhân vật chư hầu giữ sự trung thành thông qua việc tăng phẩm chất "kinh sợ" có được khi thực hiện các hành động man rợ như tra tấn hay hành quyết nhân vật khác. Ngoài ra nhân vật được chọn một trong năm lối sống (lifestyle), mỗi một lối sống sẽ có ba cây kỹ năng để người chơi tăng chỉ số cho nhân vật.
Các dòng họ có thể lập ra chi tộc (cadet branch) do trưởng họ đứng đầu và hoạt động độc lập với dòng họ chính. Trưởng họ sẽ được tiếp cận với một loại tài nguyên mới là điểm danh vọng (renown). Người chơi có để dùng điểm danh vọng để kiểm soát dòng họ của mình, đơn cử như việc các trưởng họ có thể hợp thức hóa những người con ngoài giá thú.
Vùng đất mà người chơi chọn sẽ thuộc một trong ba chế độ nhà nước: phong kiến, bộ lạc hoặc thị tộc du mục. Tùy thuộc vào vị trí địa lý, cơ cấu quản lý sẽ có sự khác nhau. Đa số các chính phủ trong CKIII đều theo chế độ phong kiến, song vẫn tồn tại những nhà nước theo kiểu bộ lạc hoặc thị tộc du mục. Các tôn giáo khác nhau sẽ có giáo lý và tín lý khác nhau. Nếu nhân vật có những đặc điểm riêng khác với những điều được cho phép trong tôn giáo thì sẽ được coi là người dị giáo (heretic) và chịu sự thù địch từ những nhân vật khác. Ngoài ra người chơi còn có thể tạo ra tín ngưỡng riêng của mình. Nếu phẩm chất của nhân vật khác nhiều với phẩm chất mà tôn giáo yêu cầu thì khi người chơi đạt tới một mức điểm mộ đạo (piety) nhất định, người chơi sẽ có thể tự lập ra một phái dị giáo của riêng mình và sử dụng giáo lý và tín lý do người chơi tùy chọn.

## Tham Khảo
1. ↑  "ngày phát hành".
2. ↑  "ngày phát hành(1)". paradoxwikis.com. ngày 1 tháng 9 năm 2020.
3. 1 2  "Bắt đầu năm 867 và 1066". www.pcgamesn.com.
4. ↑  "stress increase". ngày 23 tháng 10 năm 2019. Bản gốc lưu trữ ngày 23 tháng 10 năm 2019. Truy cập ngày 15 tháng 11 năm 2021.
5. ↑  "traits passing". www.thegamer.com. ngày 1 tháng 9 năm 2021.